# Kleine Droogmakerij
De Kleine Droogmakerij is een polder en een voormalig waterschap in de gemeente Alphen aan den Rijn (voorheen Rijnwoude, daarvoor Hazerswoude) in de Nederlandse provincie Zuid-Holland.
Het waterschap was in 1847 gevormd door de drooglegging van onderdelen van de Westgeerpolder en de Gemenewegse Polder (het meertje De Kat).
Het waterschap was verantwoordelijk voor de drooglegging en de waterhuishouding in de polder.